# Pseudocerura calophasioides
Pseudocerura calophasioides är en fjärilsart som beskrevs av Petrowsky 1958. Pseudocerura calophasioides ingår i släktet Pseudocerura och familjen nattflyn. Inga underarter finns listade i Catalogue of Life.